# 巴山 (愛知県)
巴山（ともえさん）は、日本の愛知県三河地方の山。

## 概要
新城市作手清岳（つくできよおか）・作手高里（つくでたかさと）と岡崎市千万町町の境界にあり、標高は719mである。
巴川（豊川水系）、巴川（矢作川水系）及び男川の三つの河の源流である。周辺は自然公園法に基づき本宮山県立自然公園に指定されている。

## 歌碑
1145年（久安元年）12月30日、歌人としても有名な藤原俊成は三河国の国司となり、三河国へ赴任した。そして、三河国各地の神社へ参詣し、国司としてのまつりごとを始めた。その中で、俊成は三河国の由来が豊川水系巴川と矢作川水系巴川と男川の3つの河であると聞き、この3つの河の歌を詠んだ。この3つの和歌が歌碑として巴山の頂上周辺の白髭神社にある。